# Moraga (California)
Moraga, fundado en 1974, es un pueblo ubicado en el condado de Contra Costa en el estado estadounidense de California. En el año 2000 tenía una población de 16,755 habitantes y una densidad poblacional de 704 personas por km².

## Geografía
Moraga se encuentra ubicado en las coordenadas 37°50′N 122°7′O / 37.833, -122.117. Según la Oficina del Censo, la ciudad tiene un área total de 23,8 km² (9,2 mi²), de la cual 23,8 km² (9,2 mi²) es tierra y 0 km² (0 mi²) (0%) es agua.

## Demografía
Según la Oficina del Censo en 2000 los ingresos medios por hogar en la localidad eran de $98,080, y los ingresos medios por familia eran $116,113. Los hombres tenían unos ingresos medios de $92,815 frente a los $51,296 para las mujeres. La renta per cápita para la localidad era de $45,437. Alrededor del 1.9% de la población estaban por debajo del umbral de pobreza.